# Eloyella panamensis
Eloyella panamensis är en orkidéart som först beskrevs av Robert Louis Dressler, och fick sitt nu gällande namn av Dodson. Eloyella panamensis ingår i släktet Eloyella och familjen orkidéer. Inga underarter finns listade i Catalogue of Life.